# Pierre François Tardieu

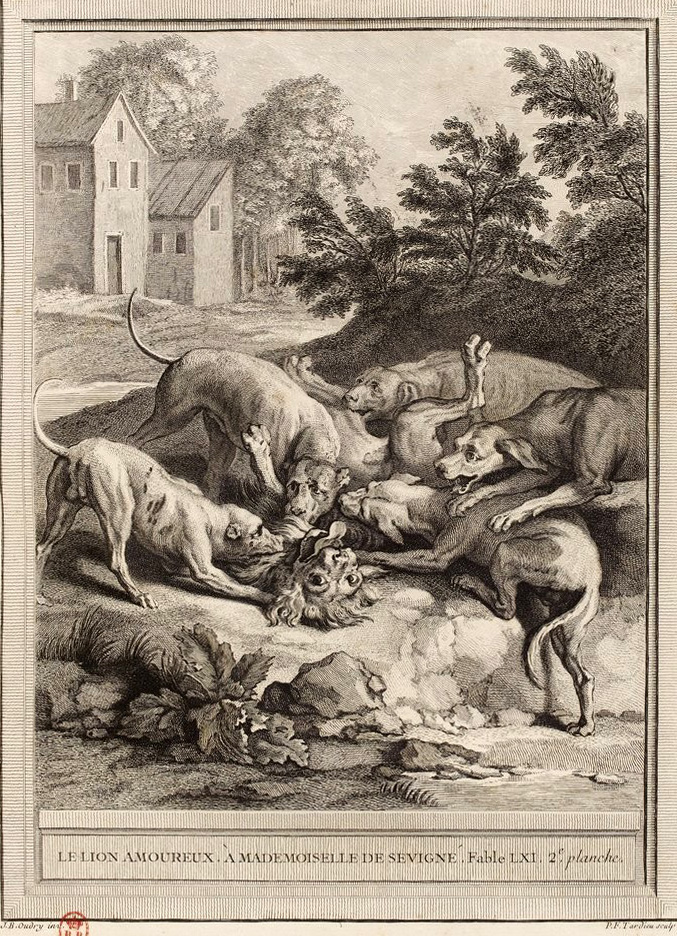
Stich nach La Fontaines Fabel der verliebte Löwe

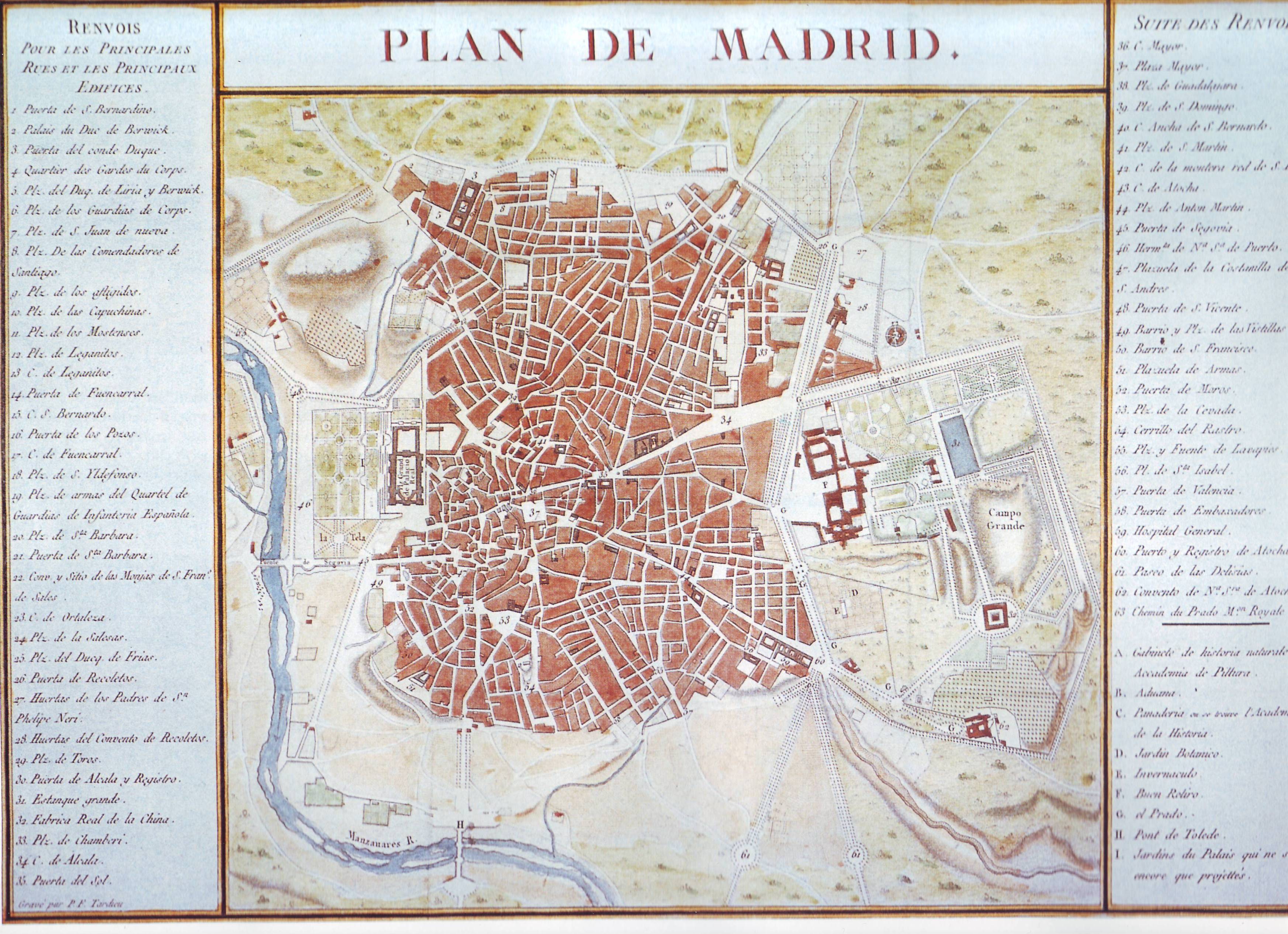
Karte von Madrid

Pierre François Tardieu (* 24. Dezember 1711 in Paris; † 15. Januar 1771 ebenda) war ein französischer Kupferstecher. 

## Biographie
Pierre François Tardieu war der Sohn des Kupferschmiedemeisters Claude Tardieu und dessen Frau Marceline Pingat sowie Neffe von Pierre Alexandre Tardieu, der ihn auch ausbildete.
Über sein Leben ist nur bekannt, dass er zwei Mal verheiratet war. Seine erste Frau Jeanne Mauvais starb 1756. Schon ein Jahr später, 1757, heiratete er Marie-Anne, die Tochter des Graveurs Alexis Étienne Rousselet. Sein Neffe, Antoine François Tardieu, dessen Taufpate er auch war, signierte in den frühen Jahren seines Schaffens mit den Initialen Pierre François P-F-T.
Einige seiner Werke fanden sich auch in der Sammlung von Heinrich von Brühl.
Er stach nach Vorlagen bekannter Maler und anderer Kupferstecher sowohl architektonische Blätter und Landkarten als auch historische Szenen sowie Göttersagen und nicht zuletzt Fabeln nach Jean de La Fontaine.

## Werke (Auszug)
- Judgement de Pâris, nach Peter Paul Rubens
- Persée et Andromède, nach Peter Paul Rubens
- la confrèrie, nach Charles Eisen[1]
- Pygmalion, nach Jean-François Lesueur
- naufrage aux environs de Newport, nach Ludolf Bakhuizen
- Ein Konvolut Landkarten für den Weltatlas von Didier Robert de Vaugondy, nach Charles-Nicolas Cochin der Jüngere